# N3 (België)
De N3 is een weg in België, die vanaf Brussel via Tervuren naar Leuven, Tienen, Sint-Truiden, Luik en Duitsland loopt. Voorbij Luik buigt de N3 in noordoostelijke richting. Door het Land van Herve met plaatsen als Herve, Battice, Hendrik-Kapelle worden de uitlopers van de Eifel bereikt. Voorbij Kelmis eindigt de N3 aan de grens met Duitsland. De weg zet zich voort als B264 naar Aken.

## Geschiedenis
De N3 is een typisch Belgische steenweg en draagt onder meer de namen Tervuursesteenweg, Leuvensesteenweg, Tiensesteenweg, Sint-Truidensesteenweg en Luikersteenweg.
Het oudste verharde deel van de N3 is het gedeelte van Leuven via Tienen tot Halle (Zoutleeuw). Halle bevond zich op de grens tussen het hertogdom Brabant en het prinsbisdom Luik. Dit deel van de weg werd tussen 1704 en 1718 door de Franse bezetter aangelegd tijdens de Spaanse Successieoorlog. In dezelfde periode werd de weg tussen Brussel en Leuven aangelegd (de huidige N2).
Later in de achttiende eeuw werd het deel Luik - Sint-Truiden aangelegd door de regering van de Oostenrijkse Nederlanden. Zij legden ook het gedeelte tussen Luik en Aken aan. In Kelmis loopt de weg dwars door een voormalige zinkertsgroeve. Sinds 2018 is hier aan de weg Museum Vieille Montagne gevestigd.
De steenweg Leuven - Tervuren werd onder het Verenigd Koninkrijk der Nederlanden aangelegd (1815-1830).

## Trivia
- Nabij Tervuren passeert de N3 het Afrikamuseum.
- De N3 wordt veelvuldig gebruikt om de drukte op de nabijgelegen E40 te ontlopen.

## Aftakkingen

### N3a
De N3a is in Brussel op een paar locaties de parallelweg van de N3. Over de N3a maakt verkeer gebruik dat de N3 wil verlaten, hierdoor heeft het doorgaande verkeer op de N3 minder last van het afslaande verkeer.

#### Locaties N3a
- (Alleen richting Centrum) Tussen Blijde Inkomstlaan (N298) via Robert Schumanplein en Wetstraat tot aan de Koningsstraat. Het gedeelte tussen de Wettunnel en de R0 maakt de N3a gebruik van dezelfde weg als de N3.
- Tussen de rotonde met de IJzerlaan (N295/N296) via de Tervurenlaan om vervolgens in te voegen op de N3.
- Afrit en toerit van de N3 naar de R21 ter hoogte van de Tervurentunnel en inclusief Leopold II-plein.

### N3b
De N3b is een aftakking van de N3 van ongeveer 1,3 kilometer in Sint-Pieters-Woluwe. De route gaat via de Bemelstraat en is grotendeels eenrichtingsverkeer. Bij de aansluiting met de N3 is alleen de mogelijkheid van de N3b richting Luik de N3 op te gaan.

### N3c
De N3c is een aftakking van de N3 van ongeveer 600 meter in Sint-Pieters-Woluwe. De route gaat via de Markies de Villalobarlaan naar de N3 toe. De weg is vanaf de N3 alleen uit de richting Brussel te bereiken. En komt men van de N3c af, dan kan men alleen richting Luik de N3 op.

### N3d
De N3d is een gedeelte van de N3 tussen de R0 en de kruising met de N282, waarbij het alleen om het wegdeel gaat wat afkomstig is vanuit de richting Luik naar Brussel. Het verkeer vanuit Brussel richting Luik gaat wel over de N3 en niet over de N3d. De N3d heeft een lengte van 1,9 kilometer.

### N3e
De N3e is een verbindingsweg door de plaats Sint-Truiden heen. De weg heeft een lengte van ongeveer 4,2 kilometer en gaat dwars door de plaats heen, waar de N3 langs de rand van Sint-Truiden gaat.

### N3f
De N3f is een voormalig onderdeel van de N3 nabij Battice. De route was naar schatting ongeveer 1,5 kilometer lang en lag vlak ten noorden van de huidige N3. Van de route met Rue du Fort als straatnaam is weinig meer van overgebleven. En is daardoor ook niet meer zodanig te begaan.

### N3g
De N3g is een 1 kilometer lange verbindingsweg in Luik tussen de N3/N3y en de A602 E25.
De route verloopt via de Avenue de Fontainebleau, Rue Bagelot en Rue Jules De Laminne en gaat tussentijds door de Demoulintunnel.
De route had eerder het wegnummer N603.

### N3h
De N3h is een 600 meter lange verbindingsweg in de plaats Ans. De weg verbindt de N3 met de A602 E25. 
De weg had oorspronkelijk het wegnummer N682 en daarvoor P415.

### N3i
De N3i is een verbindingsweg tussen de N3 en de A3 E40 ten westen van Ans. De weg heeft een lengte van ongeveer 850 meter.
De route had eerder het wegnummer N694.

### N3j
De N3j is een toekomstige verbindingsweg tussen de N3 en de A602 E25 (afrit 31a). Bij de N3 sluit de N3j aan ter hoogte van het treinstation Ans.

### N3y
De N3y is een onderdeel van de N3 in Luik. De weg gaat vanaf de N3g via de Rue de Hesbaye en heeft een lengte van ongeveer 900 meter. De weg is alleen van oost naar west te berijden.

### N3z
De N3z is een onderdeel van de N3 bij Tervuren. De weg vormt net zoals de N3d de rijbaan richting Brussel. De route begint op de Tervurenlaan bij de rotonde met de Paleizenlaan en Leuvensesteenweg. Het eindpunt van de N3z is op de kruising met de R0, waar de weg overgaat in de N3d. De N3z heeft een lengte van ongeveer 2,9 kilometer.